# Izaskun Uranga
Izaskun Uranga Amézaga (Bilbao, España; 17 de abril de 1950) es una cantante española integrante del grupo vocal Mocedades.

## Biografía
Nació en Bilbao el 17 de abril de 1950, siendo la tercera de nueve hermanos de una familia numerosa muy vinculada a la música, ya que sus padres cantaban por afición y sus hermanos Amaya, Roberto, Estíbaliz, Idoia, Edurne e Iñaki Uranga también cantan y todos ellos salvo Edurne fueron compañeros de Izaskun en Mocedades en algún momento de la historia del grupo. También es prima del director de cine Pablo Berger.
Junto a sus hermanas Amaya y Estíbaliz formó el trío vocal Las hermanas Uranga e interpretaban canciones tradicionales del folklore vasco. Durante uno de esos conciertos conocen a los hermanos Blanco, Rafael y Sergio y a Javier Garay, con los que formaron, junto con otros amigos, el grupo vocal Voces y guitarras. En 1969 crearon el grupo vocal que la lanzaría a la fama, Mocedades.
En 1973 se casó con el líder de un grupo de rock, Juan Ruiz, con el que tuvo una hija en 1978, llamada Macarena. Tras el parto, fue sustituida temporalmente por su hermana Idoia en Mocedades.
En 1982, durante la grabación del disco Amor de hombre, sufrió una grave lumbalgia y tuvo que ser sustituida nuevamente por Idoia para terminar de grabar dicho disco y realizar las giras que llegaron después. 
En 1983 sufrió una fractura en la pierna, por lo que tuvo que asistir a una grabación de Estudio Abierto con muletas cuando el grupo interpretó junto a Patxi Andión la canción «Amor primero».
En 1999 sufrió un accidente de tráfico que provocó de nuevo su abandono temporalmente del grupo, cesando la actividad hasta su recuperación.
Tras los grandes cambios producidos en los integrantes de Mocedades, se convirtió en la solista de algunas de las canciones que cantaba su hermana Amaya, como «Charango», «Has perdido tu tren», «Desde que tú te has ido», «Quién te cantará» o «La guerra cruel».
Izaskun es la única de los miembros que han pasado por Mocedades que ha permanecido ininterrumpidamente en la formación desde su fundación, incluyendo el periodo de Las Hermanas Uranga, salvo las bajas temporales en 1978 por el nacimiento de su hija, en 1982 por lumbalgia, en 1999 por un grave accidente de tráfico, y en 2013 por enfermedad (aunque en las bajas de 1999 y 2013 el grupo frenó completamente su actividad para esperar su recuperación). Desde 2014, lidera una de las formaciones Mocedades que surgieron tras la división del grupo ese año.

## Papel de Izaskun en Mocedades
Normalmente, Izaskun hacía los coros, aunque en ocasiones era la segunda voz de dúos con su hermana Amaya, incluso es la solista principal de algunas canciones:
1969-72:
- La guerra cruel (estrofas a tres voces con Amaya y Estíbaliz)
- Zure begiak (una estrofa)
- Californio (fragmento a dúo con Amaya)
- Más allá (estrofas a tres voces con Amaya y Estíbaliz)
- El manisero (fragmentos a tres voces con Amaya y Estíbaliz)

1973-84:
- Rin Ron (una estrofa)
- If You Miss Me From the Back of the Bus (una estrofa)
- Recuerdos de mocedad (a dúo con Amaya)
- Himno (fragmento a dúo con Javier Garay)
- Red River Valley (solista)
- Eu so quero um xodo (dúo con Amaya)
- Goizaldean (dúo con Amaya)
- El afilador (dúo con Amaya)
- Marinero de agua dulce (dos estrofas, y dúo con Amaya)
- La viajerita (fragmentos a dúo con Amaya)
- Que pasará mañana (dúo con Amaya)
- Para ti pequeñas cosas (fragmento a dúo con Javier Garay)
- De puro mío tu cuerpo (dúo con Carlos Zubiaga)
- Zenbat bide zure bila (dúo con Amaya)
- Que te me vas (fragmento a dúo con Amaya)
- Quien te cantara (fragmento a dúo con Amaya)
- Mas Allá (dúo con Amaya)
- One, Two, Three, Four, Five (fragmento a dúo con Amaya)
- Iruten (solista)
- The more I see you (solo inicial y dúo con Amaya)
- Love Me tender (fragmentos como solista)
- Can't buy me love (dúo con Amaya)
- Desde que tú te has ido (fragmento a dúo con Amaya)
- Despedida (Se Você For Embora) (fragmento a dúo con Amaya)
- Andar andar (dúo con Amaya)
- Dibujando amor (solista)
- El niño robot (solista en dos estrofas)

1984-92
- Tiempo de vals (compartida con José Ipiña)
- Amor de miel (fragmento a dúo con Ana Bejerano)
- Donde estés tú (compartida con Carlos Zubiaga)
- Groovin (dúo con Ana Bejerano)

1993-1997
- Vivir sin ti (solista)
- Hijo del corazón (solista)
- Estrellitas y duendes (solista)
- Palomita blanca (compartida con Luis Hornedo)

1997-actualidad: 
Los conciertos que el grupo realizó a partir de 1997, y tras los grandes cambios producidos en los integrantes de Mocedades, Izaskun decidió tomar las riendas y convertirse en la solista de algunas de las canciones que cantaba Amaya así como de una de las que cantaba Ana Bejerano.[cita requerida] De esta forma en la actualidad canta los solos de:
- Charango (compartida con Fernando González)
- Has perdido tu tren
- Desde que tú te has ido
- Quién te cantará (estrofa)
- Merece la pena (compartida con Luis Hornedo)

Si bien durante los años de los seis históricos ha sido sustituida en dos ocasiones, tras la marcha de Amaya empezó a asumir el papel de ésta en las entrevistas y en la comunicación con el público en conciertos. Por esta razón, tras el accidente de tráfico de 1999, no fue sustituida y en grupo detuvo su actividad hasta que se recuperó.[cita requerida] Durante años fue considerada como la matriarca de Mocedades al ser la más veterana del grupo junto a Javier Garay, si bien no es el miembro de mayor edad.[cita requerida]
En 2014, tras unas desavenencias con sus antiguos compañeros, se produjo una división en Mocedades de la que surgieron dos formaciones con el mismo nombre. Izaskun lidera una de las dos formaciones y Javier se quedó en la otra. Ambos tienen registrado el nombre, por lo que ambas formaciones tienen la misma oficialidad.[cita requerida]